# 克勞恩山
71°48′S 163°57′E / 71.800°S 163.950°E
克勞恩山是南極洲的山峰，位於維多利亞地的彭內爾海岸，屬於鮑爾斯山脈中蘭特曼山脈的一部分，處於天頂冰川和甘博內峰之間，海拔高度2,000米，其中涵蓋全黑峰。